# Szabiluj-e Olja
Szabiluj-e Olja – wieś w Iranie, w ostanie Azerbejdżan Zachodni, w szahrestanie Mijandoab. W 2006 roku liczyła 1160 mieszkańców.